# Los Vidrios Quebrados
Los Vidrios Quebrados fue una banda precursora del rock chileno, formada en 1964. Tuvieron influencia de grupos ingleses como The Rolling Stones, The Yardbirds y The Beatles.

## Historia
Formados primero con el nombre de "Los Lawyers", Álvaro Larraín, Héctor Sepúlveda, Cristián Larráin y Juan Enrique Garcés (los primeros dos estudiantes de Derecho en la Universidad Católica de Chile, Cristián Larraín de medicina en la misma UC y Garcés en Ingeniería de la Universidad Técnica del Estado) comenzaron a presentar reversiones de canciones de bandas anglosajonas. Al retirarse Álvaro Larraín el grupo se convirtió en el trío "Los Cuervos".
En 1966 se suma Juan Mateo O'Brien y el grupo pasa a denominarse "Los Vidrios Quebrados". Participaron con gran éxito en el Primer Festival de la Canción de la UC realizado en el Teatro Nataniel en Santiago, y con ello obtienen un contrato discográfico para el sello EMI Odeón, grabando su primer sencillo.
Al año siguiente grabaron para UES Producciones su primer y único álbum, titulado Fictions, con el cual alcanzaron gran popularidad, llegando a participar en los programas de televisión Gente joven y Juani en Sociedad.
El grupo se separó luego de que Juan Mateo O'Brien decidiera radicarse en París en 1968, Héctor Sepúlveda en Londres en 1969 y Juan Enrique Garcés en Estocolmo ese mismo año. Posteriormente Sepúlveda retornaría a Chile en 1971 para formar el grupo de jazz-rock Nuevas Direcciones.
En 2017, se publicó un libro sobre la banda, con una serie de fotografías inéditas de 1967 y un texto de O'Brien.

## Integrantes
- Álvaro Larraín - voz (1964).
- Héctor Sepúlveda - voz, guitarra, armónica y flauta (1964 - 1969).
- Cristián Larraín - bajo y voz (1964 - 1969).
- Juan Enrique Garcés - batería y percusión (1964 - 1969).
- Juan Mateo O'Brien - voz y guitarra (1966 - 1969).

## Discografía
LP
- Fictions (1967)

Sencillos
- «Friend / She'll Never Know in Blue» (1966)